# S:t Eriks Bryggeri

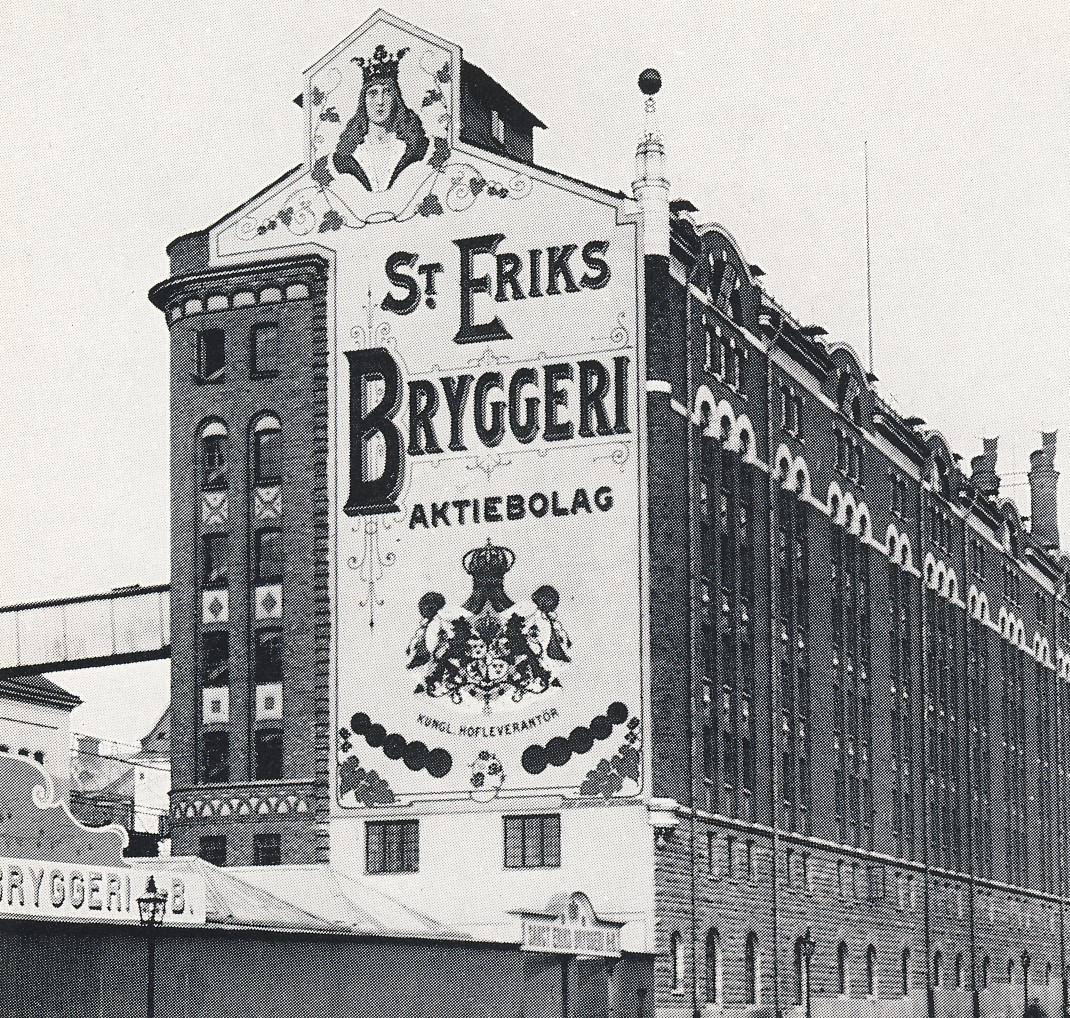
S:t Eriks Bryggeri 1903.

S:t Eriks Bryggeri var ett ölbryggeri som låg vid Kungsholmstorg 3–11 i stadsdelen Kungsholmen, Stockholm. Här bryggdes öl mellan 1859 och 1929. En av byggnaderna från 1903 finns fortfarande kvar och är sedan 1980-talet ombyggd till kontor. Huset kallas idag Pressens hus.

## Historia

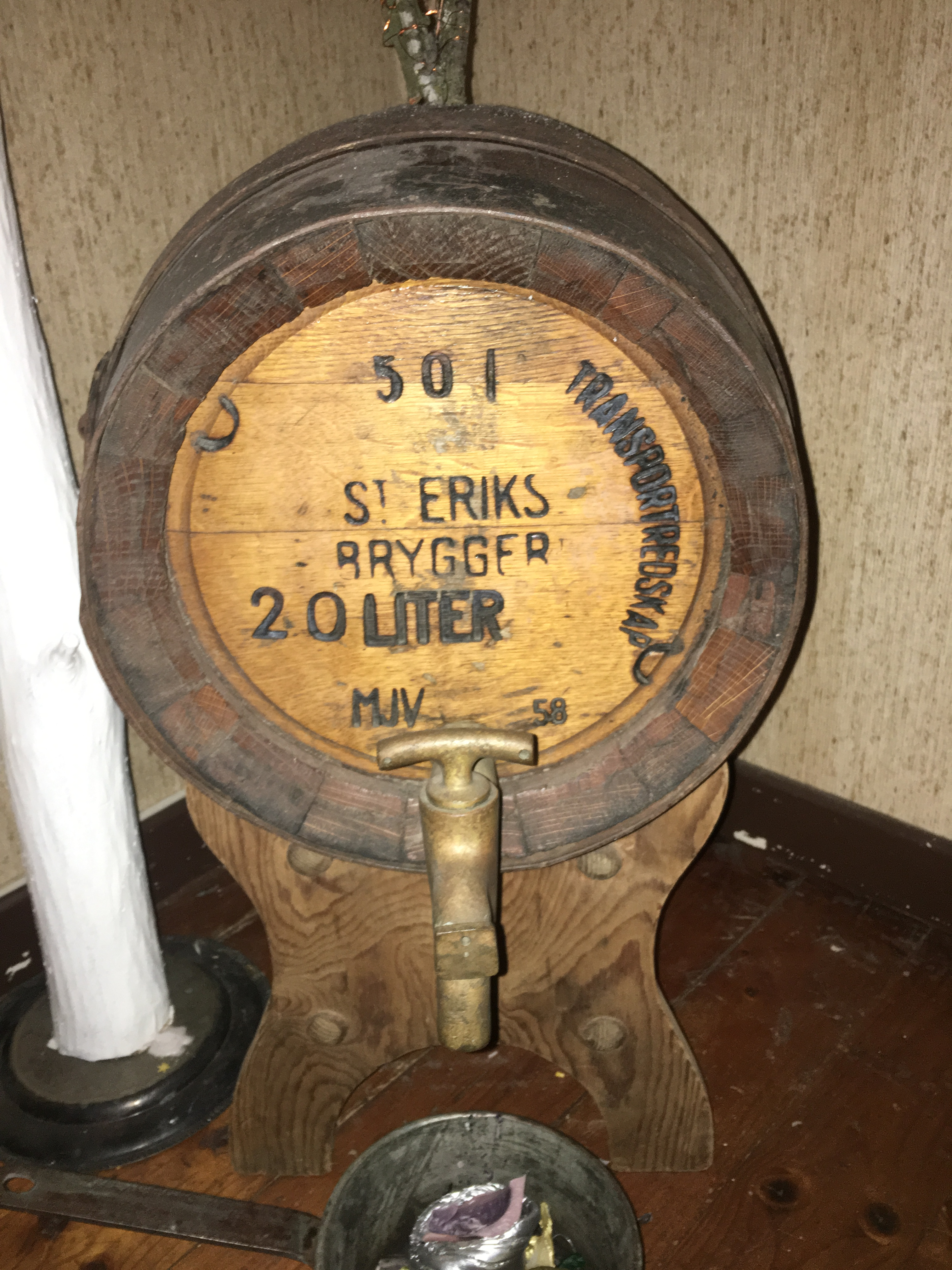
Öltunna från St Eriks bryggeri.

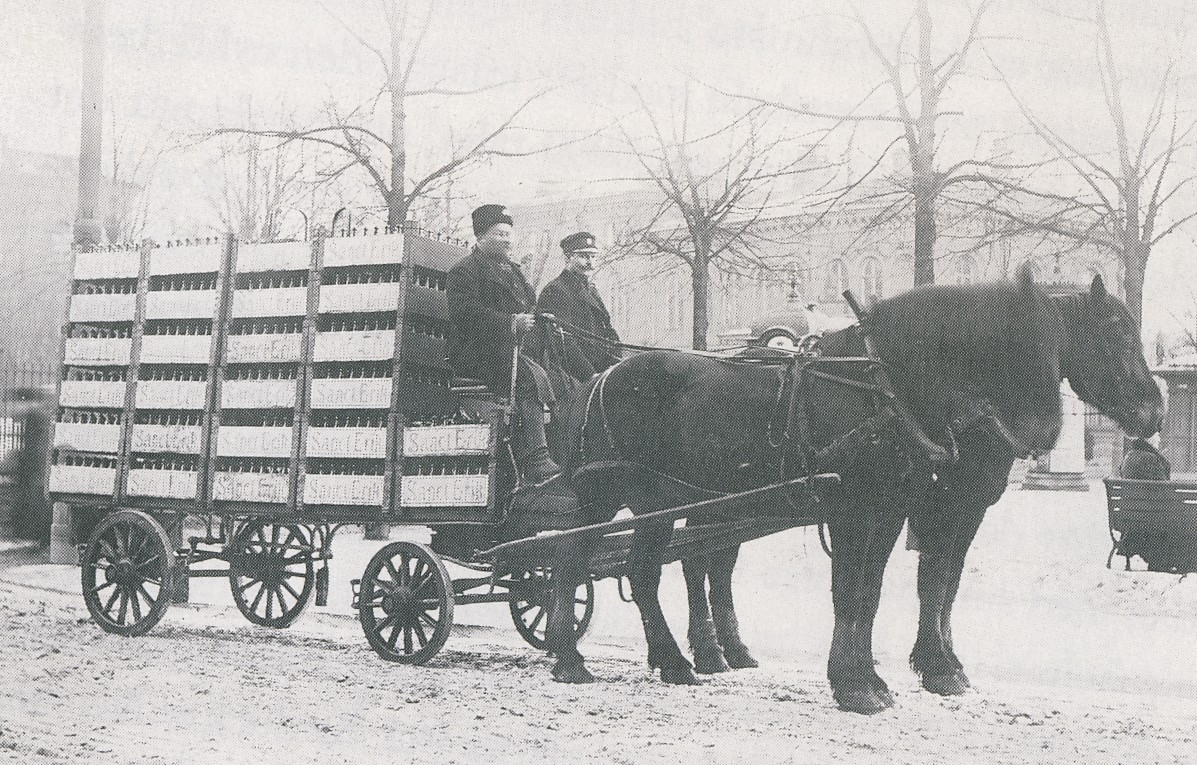
Öltransport från S: Eriks Bryggeri omkring 1915.

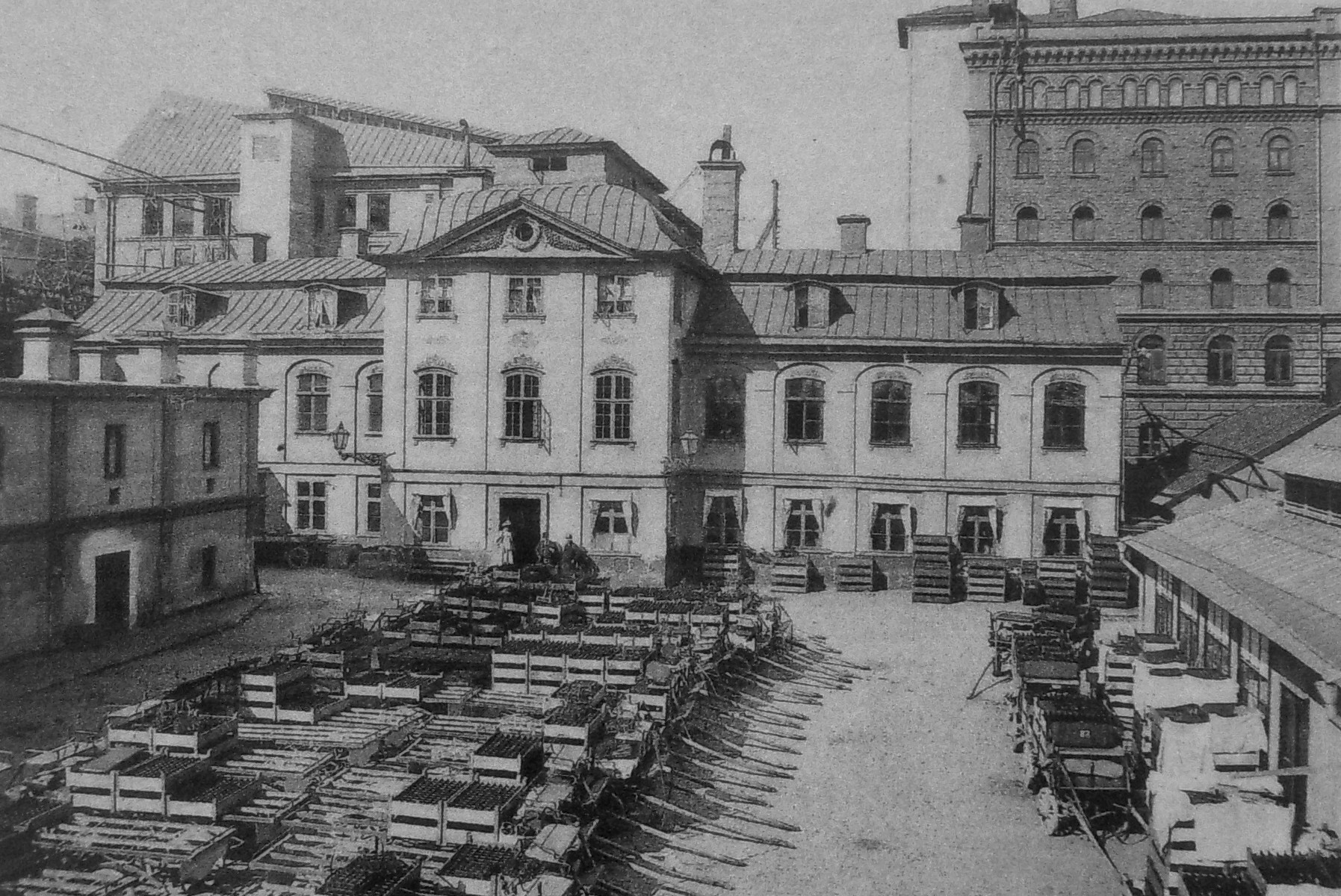
Permanska malmgården år 1890. Den fungerade som bryggeriets kontor. Riven 1902.

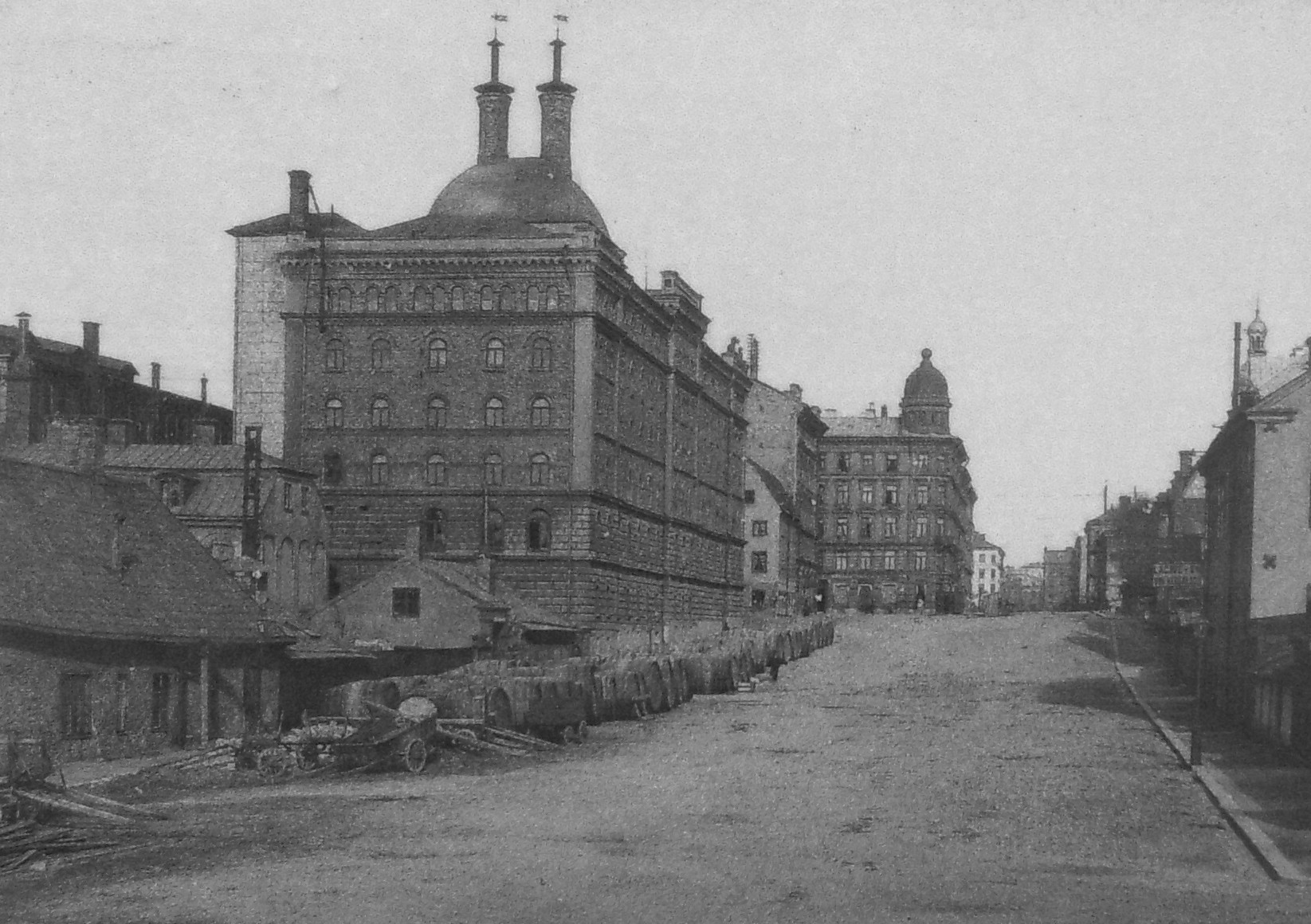
S:t Eriks Bryggeri 1898. På bilden syns den byggnad uppförd 1890 och riven i början 1980-talet som innehöll mälteri, kölna och lagerkällare.

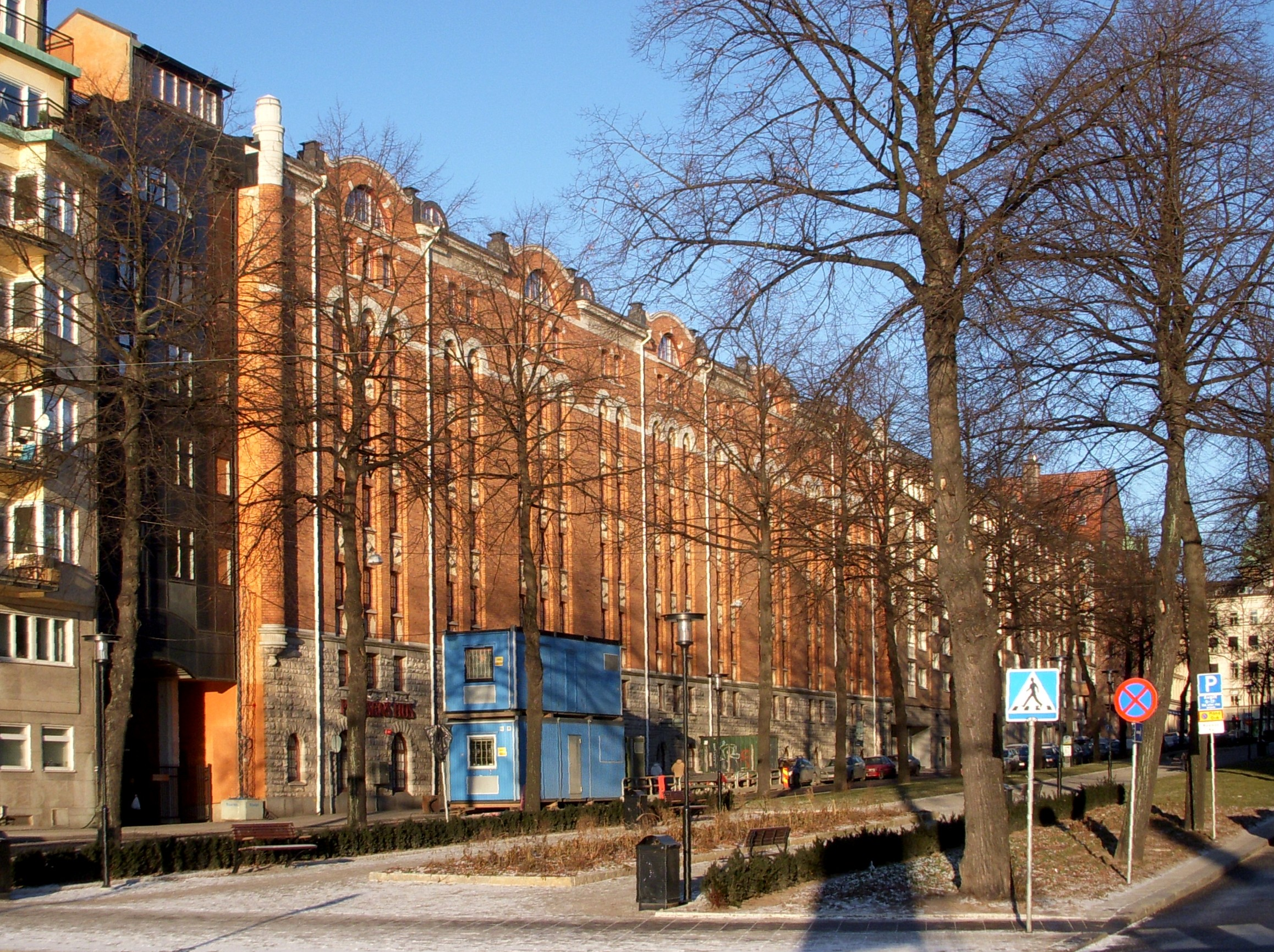
Fasaden mot Kungsholmstorg 2009

S:t Eriks Bryggeri bildades år 1859 av bröderna och grosshandlarna Johan Gotlob och Carl Christopher Brusell under namnet Brusells Bryggeri AB, senare namnändrat till Stockholms Bryggeri AB. Verksamheten förlades till byggnader vid den gamla Permanska malmgården inom kvarteret Mullbärsträdet vid Kungsholmstorg. Den palatsliknande huvudbyggnaden från 1670-talet (riven 1902) kom att fungera som tjänstebostad och kontor, medan själva tillverkningen skedde i byggnader som tidigare bland annat varit saffiansfabrik, tobaksfabrik och snickeri.
Bryggeriet kom under sina första årtionden uppleva den pionjärtid som då rådde inom bryggerinäringen i Sverige. Det gamla svenskölet trängdes under denna period undan till förmån för det nya bayerska ölet. En av de första bryggmästare var Frans Heiss från Bayern. Han skulle senare äga Hamburgerbryggeriet.
På 1870-talet lanserade bryggeriet ett öl som fick namnet S:t Erik, vilket blev en så stor framgång att det beslöts att ändra bolagsnamnet till S:t Eriks Bryggeri AB 1881. Året innan hade bryggeriet dessutom utsetts till Kunglig Hovleverantör. En omfattande modernisering av bryggeriet hade inletts 1887 då en 6 våningar hög byggnad, som skulle innehålla bland annat mälteri och lagerkällare börjat byggas. Den stora tegelbyggnaden, ritad av civilingenjören Alwin Jacobi (1854-1905) i tysk nygotik, stod färdig 1890 och vände fasaden ut mot Kungsholmstorg. Mot gården uppfördes samtidigt en byggnad innehållande jäskällare. 
Bryggeriets framgångar kan delvis tillskrivas affärsmannen Johan Wilhelm Smitt, som sedan 1860 varit dominerande ägare. Smitt satt kvar som styrelseordförande till 1904. Mot slutet av 1800-talet var S:t Eriks Bryggeri störst i staden. Vattnet till ölbryggningen togs från Riddarfjärden med hjälp av en 400 alnar (cirka 237 meter) lång rörledning konstruerad av Bolinders Mekaniska Verkstads AB som fanns i närheten vid Klara sjö.
Trots bryggeriets framgångar var konkurrensen på Stockholmsmarknaden hård, vilket föranledde att S:t Erik uppgick i det nybildade konsortiet AB Stockholms Bryggerier 1890. I denna sammanslutning av små och stora Stockholmsbryggerier kom S:t Erik att bli ett av de större. Ett bryggerilaboratorium inrättades vid S:t Erik 1891, kom att fungera gemensamt för konsortiets bryggerier. Det flyttades 1922 till Münchenbryggeriet. Mellan 1900 och 1903 uppfördes en stor byggnad i 8 plan innehållande sköljlokaler samt malt- och kornvindar. För ritningarna stod civilingenjören Arvid Ahrnborg (1857-1923). De mäktiga tegelfasaderna mot Kungsholmstorg är troligen ritade av arkitekten Alfred Danielsson-Bååk (1872-1967). 
S:t Eriks Bryggeri räknades till de ståtligaste bland de nybyggda bryggerierna som uppfördes kring sekelskiftet 1900 efter tysk förebild. Som bruklig för industribyggnader vid denna tid användes rött, obehandlat tegel till fasaderna. Fönsterindelningen betonades som vertikala, indragna band som avslutas upptill med en valvbåge. Det röda teglet lättas upp genom ornamentik i bröstningar och taklister i gult puts. Bottenvåningen mot Kungsholmstorg markerade sig genom en grå, naturstensliknande putsrelief. 
År 1908 upphörde S:t Eriks Bryggeri AB som självständigt bolag då det uppgick i moderbolaget AB Stockholms Bryggerier. Byggeriverksamheten fanns dock kvar vid Kungsholmstorg fram till 1929, då ölbryggningen nedlades på grund av överetablering inom bryggerinäringen i Stockholm. Namnet S:t Eriks Bryggeri flyttades emellertid till före detta Neumüllers Bryggeri (även detta ägt av Stockholms Bryggerier) vid Åsögatan på Södermalm, som därefter kom att gå under detta namn fram till nedläggningen 1959. Mälteriet vid gamla S:t Eriks Bryggeri fanns kvar i ytterligare några år under namnet Kungsholms Mälteri innan det nedlades 1934. Stockholms Bryggerier sålde 1949 fastigheten till Svenska Livförsäkrings AB Trygg (senare Trygg-Hansa).

## Bryggeriet idag
På 1970-talet diskuterades om hela komplexet skulle rivas. Det slutade med en kompromiss, där de äldre byggnadsdelarna från 1890 upp mot Garvargatan revs, liksom gårdsbebyggelsen. På dessa tomter uppfördes bostadshus. De något yngre delarna, det tidigare maltlagret med fasad mot Kungsholmstorg, behölls. 
Vid mitten av 1980-talet renoverades byggnaden, som därefter, under namnet Pressens hus, har använts som kontorslokaler för Tidningsutgivarna (TU), Pressens Opinionsnämnd och flera andra verksamheter med anknytning till den svenska pressen. Sammanlagt har byggnaden 7 800 kvadratmeter kontorsyta. 
Ett par av våningarna användes av Tidningarnas Telegrambyrå (TT) som var hyresgäst mellan 1984 och 2006. Då flyttade nyhetsbyrån till nya redaktionslokaler vid Slussen. 
År 2004 sålde Tidningsutgivarna fastigheten, som nu ägs av försäkringsbolaget AFA.

## Varumärket S:t Eriks
2001 köptes varumärket S:t Eriks av Galatea Spirits AB. Sedan 2010 säljs återigen öl med detta namn.